# Malaconotus lagdeni
A Malaconotus lagdeni a madarak osztályának verébalakúak (Passeriformes) rendjébe és a bokorgébicsfélék (Malaconotidae) családjába tartozó faj.

## Rendszerezése
A fajt Richard Bowdler Sharpe angol zoológus és ornitológus írta le 1884-ban, a Laniarius nembe Laniarius lagdeni néven.

## Alfajai
- Malaconotus lagdeni centralis Neumann, 1920
- Malaconotus lagdeni lagdeni (Sharpe, 1884)[2]

## Előfordulása
Afrika nyugati részén, Elefántcsontpart, Ghána, Guinea, Libéria, a Kongói Demokratikus Köztársaság, Ruanda, Sierra Leone és Uganda területén honos. Természetes élőhelyei a szubtrópusi vagy trópusi síkvidéki és hegyi esőerdők, valamint másodlagos erdők. Állandó, nem vonuló faj.

## Megjelenése
Testhossza 26 centiméter, testtömege 84-97 gramm.

## Természetvédelmi helyzete
Az elterjedési területe még nagyon nagy, de csökken, egyedszáma 20 000-49 999 példány közötti és szintén csökken. A Természetvédelmi Világszövetség Vörös listáján mérsékelten fenyegetett fajként szerepel.